# Xylopteryx prouti
Xylopteryx prouti är en fjärilsart som beskrevs av Robert H. Carcasson 1965. Xylopteryx prouti ingår i släktet Xylopteryx och familjen mätare. Inga underarter finns listade i Catalogue of Life.